# Benedetto Croce
Benedetto Croce (Pescasseroli, 25 de febrer del 1866 – 20 de novembre del 1952), escriptor, filòsof i polític italià. Va escriure sobre molts temes —filosofia, història, estètica— i va exercir una gran influència en altres figures del pensament italià, com per exemple Antonio Gramsci.
Croce va ser el president de l'associació mundial d'escriptors PEN Internacional des de 1949 fins a 1952. Va ser nominat al Premi Nobel de Literatura 16 vegades.

## Biografia
Va nàixer el 25 de febrer del 1866 a Pescasseroli, a la regió italiana dels Abruços, en el si d'una família benestant. Tot i que la seua educació va ser estrictament catòlica, a partir dels 18 va esdevenir ateu, i no tornà a professar cap religió durant la resta de la seua vida. L'any 1883, mentre estava de vacances amb la seua família a la localitat de Casamicciola, a l'illa d'Ischia, un terratrèmol va destruir la casa on s'allotjaven. Sa mare, son pare i la seua única germana van morir, mentre que ell va quedar enterrat sota les runes, i es va salvar per poc.
Després d'aquest accident, va heretar tota la fortuna familiar, la qual cosa li va permetre viure còmodament la resta de la seua vida i dedicar tot el seu temps a la filosofia.
A mesura que augmentava la seua fama, va ser encoratjat a dedicar-se a la política, i fou nomenat senador l'any 1910. Va criticar obertament la participació italiana en la Primera Guerra Mundial per considerar-la una guerra suïcida, la qual cosa, si bé en un principi el va fer molt impopular, va fer que la seua reputació s'afirmara després del final de la guerra, i esdevingué des d'aleshores una figura política molt respectada.
Del 1920 al 1921, va ocupar el càrrec de ministre per a la Instrucció Pública, en el cinquè i últim govern de Giovanni Giolitti. Després de l'assassinat del polític socialista Giacomo Matteotti el 1924, va trencar amb el moviment feixista. Quan, l'any 1925, Giovanni Gentile va publicar el seu Manifest dels intel·lectuals feixistes, Benedetto Croce va publicar el Manifest dels intel·lectuals antifeixistes, en què denunciava la violència i la falta de llibertat del règim. D’aquesta manera, Croce categoritzava el règim de Mussolini com una onagrocràcia. És a dir, una «forma de govern exercida per rucs salvatges». Aquest seria, per a Croce, el quart tipus de desgovern, seguint els que va establir Aristòtil: tirania, oligarquia i democràcia radical (demagògia). Amb el pas del temps Croce arribaria a la conclusió de que el feixisme italià no fou més que un parèntesi en la història italiana, una malaltia moral provocada per les conseqüències directes de la Gran Guerra.
Croce va ser greument amenaçat pel règim de Mussolini i va patir l'únic acte de violència física a mans dels feixistes el novembre de 1926, quan els feixistes van saquejar casa seva i la seva biblioteca a Nàpols.
Després es va allunyar de la vida política, a la qual no va tornar fins després del final de la Segona Guerra Mundial, quan davant la confusió política en què va caure el país, va intentar fer de mitjancer entre els diversos partits antifeixistes.
Va ser ministre sense cartera de diversos governs fins que, l'any 1943, va ser nomenat secretari del Partit Liberal, partit que va abandonar l'any 1946. Aquest mateix any, fundà a Nàpols l'Institut Italià per als Estudis Històrics, i hi destinà com a seu un apartament de la seua propietat. Durant tota la seua vida política fins a la seua mort, l'any 1952, va ser un dels personatges públics més respectats a Itàlia.

## Pensament

### La filosofia de l'esperit
Croce aprofundeix tant en el marxisme com en l'idealisme hegelià: segons aquest últim, la realitat es dona com a esperit que contínuament es determina i, en cert sentit, es realitza. L'esperit es configura, llavors, com la força que anima la realitat, que s'autoorganitza dinàmicament i es converteix en història segons un procés racional.
De Hegel i d'altres idealistes alemanys com Fichte, Croce empra el caràcter racionalista i dialèctic: el coneixement es produiria amb processos de mediació entre allò particular i allò universal, entre allò concret i allò abstracte, i a partir d'ací crea un sistema propi que va anomenar filosofia de l'esperit. Croce va ser un ardent idealista, i negava una altra realitat a banda dels conceptes purs, que eren per a ell d'una banda les idees de Plató, però per una altra també les categories de Kant. Va arribar a la conclusió que, si tota la realitat podia enquadrar-se en una idea, podia reduir-se a conceptes lògics. Gran part de la seua obra va tractar, per això, de la lògica.
Croce rebutjava totes les religions, perquè considerava que aquestes presentaven una inacceptable falta de lògica, rebuig que va ampliar així mateix a la metafísica, la qual considerava una simple justificació de les idees religioses.

### Estètica
L'estètica es configura, en primer lloc, com a activitat teòrica basada en els sentits, en les representacions i les intuïcions que tenim de la realitat. L'objecte fonamental de l'estètica —que és també la ciència de l'expressió— és el llenguatge.
L'art no és, per tant, una producció exclusivament sensible, sinó una reflexió conceptual que, si bé no és un mer fet social (a la manera dels positivistes), té un estatut particular i específic: l'art és l'expressió d'una intuïció lírica que commou emotivament l'intel·lecte, perquè vincula sentiment i sentit.

### Lògica
L'activitat teòrica no s'uneix només a la intuïció (a l'àmbit estètic), sinó que participa en l'element racional, apuntant a l'esfera d'allò universal. La meta d'aquesta activitat és l'elaboració del concepte pur, universal i concret.
El concepte pur explica la veritat universal, mentre que els conceptes científics no són sinó pseudoconceptes, instruments pràctics construïts fictíciament. La lògica de Croce és també històrica, en la mesura que ha d'analitzar la gènesi i desenvolupament històric del seu objecte d'estudi.

### La filosofia de la pràctica
Croce dona molta importància a la voluntat individual, que no és sinó l'economia, i té un fort sentit de la realitat i de les pulsions que regulen la vida humana. Com que la construcció de la realitat és racional, no té per què coincidir amb la dels altres, i naixen llavors les disciplines socials que organitzen la vida dels individus.
El dret, nascut d'aquesta manera, és en un cert sentit amoral, perquè els seus objectius no coincideixen amb els de la moral. Igualment autònoma és l'esfera política, que és entesa com un lloc d'acord o desacord entre interessos diferents, essencialment conflictiva, perquè el conflicte és el que caracteritza la vida.
Croce critica la idea d'estat de Hegel; considera que l'estat no té cap valor filosòfic ni moral, i és simplement un agregat d'individus que organitzen les seues relacions jurídiques i polítiques.
Concep, així, l'ètica com a expressió de la voluntat universal, pròpia de l'esperit; no hi ha una ètica natural o una ètica formal i, per tant, no hi ha continguts eterns propis de l'ètica, que es defineix simplement com l'actuació de l'esperit, que manifesta de manera racional actes i comportaments particulars. Tot això succeeix sempre tenint com a horitzó la millora contínua de l'ésser humà.

### L'historicisme
La teoria de Croce és fortament historicista; la història té també un horitzó gnoseològic concret, perquè en primer lloc és coneixement, i coneixement contemporani, per la qual cosa la història no és el passat, sinó que és viva perquè el seu estudi està motivat per un interès que sorgeix en el present.
La historiografia és, en segona instància, útil per a comprendre la racionalitat més profunda del procés de l'esperit; no és un coneixement abstracte, sinó de fets i experiències ben precises. El coneixement històric ens il·lumina sobre la gènesi dels fets.
Croce critica els il·luministes, i en general qualsevol que vulga individualitzar els absoluts que regulen la història i la transcendeixen: la realitat és història, en la seua totalitat, i la història és la vida mateixa, que es desenvolupa autònomament seguint els seus propis ritmes i les seues pròpies raons. És un camí progressiu que no ha de constituir una certesa sobre la qual desanimar-se: aquesta consciència ha de ser confirmada per un interès constant de les persones, i els seus resultats no són previsibles ni mai no han de pressuposar-se.
La història es converteix, llavors, en història de la llibertat, del mode en què l'ésser humà evoluciona i realitza la seua existència. La llibertat es tradueix en el pla polític en el liberalisme: una espècie de religió de la llibertat, que és imprescindible en el progrés historicopolític.

## Aportacions a la teoria política liberal
El liberalisme de Croce difereix de les teories defensades per la majoria dels defensors del pensament polític liberal, inclosos els de Gran Bretanya i els Estats Units. Mentre que Croce teoritza que l'individu és la base de la societat, rebutja l'atomisme social. Tot i que Croce accepta un govern limitat, nega la idea que el govern hauria d'haver fixat els poders legítims. Croce no estava d'acord amb John Locke sobre la naturalesa de la llibertat. Croce creia que la llibertat no és un dret natural sinó un dret merescut que sorgeix de la lluita històrica contínua pel seu manteniment. Croce va definir la civilització com la vigilància contínua contra la barbàrie, i la llibertat es va conformar al seu ideal per a la civilització, ja que permet experimentar tot el potencial de la vida. Croce també rebutja l'igualitarisme per absurd. En resum, la seva varietat de liberalisme és aristocràtic, ja que considera que la societat està dirigida pels pocs que poden crear la bondat de la veritat, la civilització i la bellesa, amb la gran massa de ciutadans, simplement beneficiant-se d'ells però incapaç d'entendre plenament el seu creacions (Ryn, 2000:xii).
A Etica e politica (1931), Croce defineix el liberalisme com una concepció ètica de la vida que rebutja el dogmatisme i afavoreix la diversitat, i en nom de la llibertat i la lliure elecció de l'individu, és hostil a l'autoritarisme del feixisme, el comunisme i l'Església. Tot i que Croce s'adona que la democràcia de vegades pot amenaçar la llibertat individual, veu que el liberalisme i la democràcia es basen en els mateixos ideals d'igualtat moral i oposició a l'autoritat. A més, va reconèixer el paper històric positiu jugat pels partits socialistes a Itàlia en les seves lluites per millorar les condicions de la classe obrera, i va instar els socialistes moderns a jurar les solucions dictatorials. En contrast amb els socialistes, que Croce considerava part de la modernitat juntament amb els liberals, la seva condemna dels reaccionaris és incansablement dura.
Croce fa una distinció entre liberalisme i capitalisme o doctrines econòmiques del laissez-faire. Per a Croce, el capitalisme només va sorgir per satisfer determinades necessitats econòmiques de la societat, i es podia canviar o fins i tot substituir-se si es trobaven millors solucions a aquestes necessitats, si no aconseguia promoure la llibertat o si els valors econòmics xocaven amb valors més alts. Així, el liberalisme podia acollir propostes socialistes sempre que promoguessin la llibertat. Les idees de Croce sobre la separació entre el liberalisme com a principi ètic i les doctrines econòmiques contingents del laissez-faire que l'acompanyaven en determinats contextos influirien en socialdemòcrates italians com Leo Valiani i Giuseppe Saragat així com en la síntesi liberal socialista de Carlo Rosselli.

## Obra
L'obra de Croce pot ser dividida en tres períodes: el dels estudis històrics i literaris, en el qual realitza un acostament al marxisme; el període de maduresa, en què escriu les seues obres filosòfiques sistemàtiques i un últim període d'aprofundiment teòric i revisió de la filosofia de l'esperit en clau historicista.
- Materialisme històric i economia marxista (1900).
- L'estètica com a ciència de l'expressió i lingüística general (1902).
- La lògica com a ciència del concepte pur (1909).
- Breviari d'estètica (1912).
- Assaig sobre Hegel (1912).
- Teoria i història de la historiografia (1917).
- El conte dels contes (1925).
- Manifest dels intel·lectuals antifeixistes (1 de maig del 1925).
- Últims assajos (1935).
- La poesia (1936).
- La història com a pensament i acció (1938).
- El caràcter de la filosofia moderna (1941).
- Filosofia i historiografia (1949).